# Karin Kneisslová
Karin Meilinger-Kneisslová (roz. Karin Kneissl, * 18. ledna 1965 Vídeň) je bývalá rakouská diplomatka, novinářka a politička, která v první vládě Sebastiana Kurze od prosince 2017 do června 2019 zastávala funkci ministryně zahraničí Rakouska díky nominaci pravicově populistické FPO. Známa je zejména svými pozitivním vazbami na ruský režim Vladimíra Putina, který byl hostem na její svatbě. Od června 2021 do května 2022 byla členkou dozorčí rady v ruské ropné společnosti Rosněfť. V roce 2023 se přestěhoval do Ruska, kde jí byl na státní univerzitě v Petrohradě zřízen institut GORKI (Geopolitical Observatory for Russia's Key Issues), který Kneisselová řídí.

## Život a politická kariéra
Část svého dětství strávila v jordánském hlavním městě Ammánu, kde její otec pracoval jako pilot pro krále Husajna I. a podílel se na rozvoji národní letecké společnosti Royal Jordanian. Studovala práva a arabistiku na Vídeňské univerzitě a v mladosti působila v mezinárodních organizacích Amnesty International a Greenpeace.
V roce 1990 nastoupila na rakouské ministerstvo zahraničí; nejdříve působila na různých domácích úřednických pozicích, od roku 1998 pak na zahraničních pobočkách v Paříži a Madridu. Na podzim roku 1998 odešla z diplomatických služeb a začala pracovat jako novinářka na volné noze – vytvářela politické analýzy pro televizi ORF a spolupracovala s německojazyčnými a anglickojazyčnými médii, včetně listů Die Presse a Neue Zürcher Zeitung.
Přednášela na Vídeňské univerzitě a dalších rakouských i zahraničních vysokých školách. Politicky je nezávislá, názorově se přiklání ke kritice Evropské unie, podpoře nezávislosti Katalánska a ostré kritice evropské migrační vlny po roce 2015, včetně kritiky přístupu prezidenta Alexandra Van der Bellena a německé kancléřky Angely Merkelové; některé její výroky na téma migrace vzbudily značné kontroverze. Kneisslová mluví několika jazyky a je považována za expertku na Střední východ.
Velmi blízký osobní vztah má k Libanonu. Od roku 1998 žila na farmě v Seibersdorfu poblíž Vídně. Značnou mediální pozornost vzbudila její svatba s osobní účastí ruského prezidenta Vladimira Putina v srpnu 2018.